# Chongryon
La Asociación general de coreanos residentes en Japón (en coreano 재일본 조선인 총련합회, Chae Ilbon Chosŏnin Ch'ongryŏnhaphoe), más conocida por la abreviación Chongryon (en coreano 총련) o Chōsen Sōren (en japonés, 朝鮮総連), es una organización de personas de etnia coreana que residen en Japón. El grupo mantiene estrechos vínculos con Corea del Norte y funciona como su embajada de facto en el país nipón.
Los miembros del Chongryon se caracterizan por haber renunciado a la nacionalidad japonesa y surcoreana, y figuran registrados como Joseon. Este término fue una definición legal empleada por el Gobierno japonés cuando abandonó la península de Corea y está basado en la Dinastía Joseon, periodo anterior a la ocupación japonesa de Corea. Debido a que Japón no tiene vínculos diplomáticos con Corea del Norte y por tanto no puede dispensar esa nacionalidad, los coreanos favorables a dicho régimen se mantuvieron en el registro con la nacionalidad Joseon.
Chongryon es la segunda organización de residentes coreanos en Japón por detrás de la agrupación Mindan, favorable a Corea del Sur y la integración de los coreanos en la cultura nipona. A lo largo de su historia, la organización ha mantenido varias disputas con el Gobierno de Japón por la colaboración de Chongryon con la RPD de Corea y su supuesta implicación con el secuestro de ciudadanos japoneses en los años 1970. La agrupación gestiona escuelas, universidades, negocios, bancos y clubes deportivos juveniles.

## Historia

### Nacionalidad coreana en Japón
El origen de la mayoría de las personas de etnia coreana que residen en Japón se asienta en los ciudadanos que marcharon a ese país como emigrantes durante la ocupación japonesa de Corea, trabajadores forzosos durante la Segunda Guerra Mundial o refugiados de guerra. Hasta 1945 todos los ciudadanos coreanos tenían la nacionalidad japonesa.
Cuando la ocupación japonesa de Corea terminó en 1945, la situación de los coreanos quedó en una posición ambigua porque durante varios años no existió un Gobierno establecido en la península. El Gobierno de Japón creó entonces el término Joseon, una nacionalidad provisional inspirada en la Dinastía Chosŏn como régimen anterior a la ocupación japonesa.
La proclamación de independencia de la República Popular Democrática de Corea (Corea del Norte) y la República de Corea (Corea del Sur) en 1948 eliminó la validez de la nacionalidad Joseon, y el Gobierno japonés dio la opción a los habitantes coreanos de adoptar la nacionalidad surcoreana o mantener la japonesa. Sin embargo, Japón no reconocía a Corea del Norte como el régimen de la península de Corea, por lo que los coreanos que estaban a favor de ese régimen político mantuvieron la nacionalidad Joseon.

### Creación de Chongryon
La primera organización de coreanos en Japón fue la Asociación de Coreanos en Japón, de ideología socialista y creada en 1945. Después de que los Aliados desmantelaran la agrupación cuatro años después, en 1951 se estableció el Frente Unido Democrático de Corea, que fue prohibido porque supuestamente estaba involucrado en varios altercados producidos en las manifestaciones del Primero de Mayo de 1952. A su vez surgió en 1946 el Mindan, organización favorable a Corea del Sur.
En 1952, el líder norcoreano Kim Il-sung se puso en contacto con miembros de etnia coreana en Japón para coordinar un movimiento que mantuviera vínculos con la RPD de Corea y luchara no por una revolución, sino por la reunificación de Corea desde un prisma socialista. Gracias al apoyo de distintos movimientos de izquierdas y sectores de la población coreana residente en Japón, el 25 de mayo de 1955 se constituyó oficialmente la Asociación General de Residentes Coreanos en Japón.
Durante sus primeros años Chongryon lideró campañas para persuadir a los coreanos de Japón a emigrar a la RPD de Corea, a la que calificaban como el "paraíso terrenal" socialista. En los primeros años consiguieron que 87.000 coreanos junto con 6.000 esposas japonesas se marcharan al Norte, campaña a la que el Mindan se opuso con firmeza. En los siguientes años la organización desarrolló una red de centros educativos destinados a la población coreana de Japón.
Hasta los años 1970 el Chongryon fue la organización coreana con más afiliados de Japón, así como una de las más influyentes políticamente. Sin embargo, el desarrollo económico de la República de Corea, la disparidad económica y las sucesivas crisis en la RPD de Corea hicieron que muchos coreanos se pasaran al Mindan. En los últimos años el Gobierno de Japón ha mantenido duras disputas con Chongryon por su implicación con el régimen norcoreano.

## Ideología
Chongryon proclama en sus estatutos que todas sus actividades están basadas y organizadas en torno al Juche, base ideológica de Corea del Norte, y se marca como objetivo la reunificación pacífica de Corea.
El único Gobierno que Chongryon reconoce en Corea es el de la República Popular Democrática de Corea, al que se refieren como "la madre patria" (sokoku) o "la república" (kyowakoku), y rechazan de plano la denominación de Corea del Norte, marcando entre sus actividades campañas para que los medios de comunicación no se refieran al estado de ese modo. Tampoco reconocen como país a la República de Corea, que es denominado "sur de Chosŏn" (Minami Chōsen).
La agrupación se define como un órgano representativo de los ciudadanos norcoreanos en Japón y rechaza que éstos sean considerados como una minoría étnica. También se opone a la integración de los coreanos en la sociedad nipona, con acciones como llamar "matrimonios internacionales" a las uniones entre distintas etnias o pedir a sus miembros que no participen en las elecciones democráticas japonesas.

## Actividades

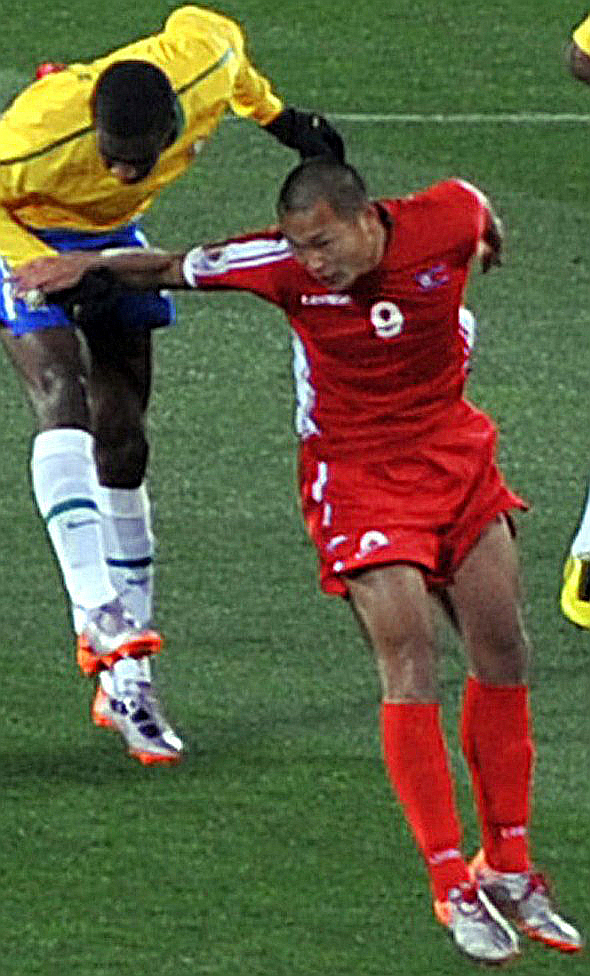
El futbolista Jong Tae-se estudió en el sistema educativo del Chongryon.

### Negocios
Chongryon gestiona actividades de apoyo a sus miembros y otros ciudadanos coreanos en Japón como asesoramiento legal y ayuda para el empleo. Asimismo, se encarga de la gestión de los pasaportes de Corea del Norte al funcionar de facto como su embajada en ese país, y organiza viajes y visitas educativas a la RPD de Corea para sus afiliados. Chongryon gestiona el único transporte desde Japón a Corea del Norte, el ferry Mangyongbong-92 que parte desde Niigata hasta Wŏnsan.
Existen varios negocios afiliados al Chongryon como bancos, restaurantes o salas de juegos. Su negocio más destacado es el pachinko, del que se estima que un tercio todos los locales de Japón estén controlados por esta organización. Buena parte del beneficio obtenido por las empresas del Chongryon se destina al Gobierno y actividades en la RPD de Corea. El grupo también publica un periódico (Choson Shimbun) así como revistas y folletos, cuenta con equipos deportivos y realiza actividades culturales.

### Educación
El grupo también mantiene su influencia a través de su presencia en el sistema educativo. Chongryon gestiona 60 escuelas privadas para los coreanos de Japón, conocidas como chosen gakko en japonés, tres guarderías y la Universidad de Corea, situada en Tokio. Todas las lecciones y conversaciones en esos centros deben ser en idioma coreano, y las materias impartidas están influenciadas por el sistema educativo norcoreano. En ese sentido, las aulas cuentan con cuadros de Kim Il-sung y Kim Jong-il.
La Ley de Japón no reconoce a esas instituciones como centros de enseñanza, y el número de asistentes a los mismos ha caído de 46.000 durante los años 1970 a más de 15.000 en 2004 porque muchos residentes coreanos y los miembros del Mindan prefieren enviar a sus hijos a las escuelas japonesas. Aunque en un principio los centros de Chongryon recibían financiación del Gobierno de la RPD de Corea, las dificultades económicas de ese país han obligado a algunas escuelas a buscar financiación de terceros o concluir sus actividades.

## Controversia
Las instituciones de Japón y Chongryon han mantenido a lo largo de su historia unas tensas relaciones por el apoyo de la organización a Corea del Norte y su poder de influencia sobre parte de los residentes coreanos. En ese sentido, el Gobierno nipón les ha acusado de transferir dinero al régimen, de espionaje e incluso de supuesta colaboración en el secuestro de ciudadanos japoneses por parte del Gobierno norcoreano, que eran trasladados contra su voluntad a Pionyang. Las campañas del Chongryon para que los ciudadanos coreanos emigren a la RPD de Corea y las crisis provocadas por el programa nuclear norcoreano han acrecentado el recelo de parte de la sociedad japonesa a esta organización.
Chongryon ha denunciado en distintas ocasiones ser objeto de una supuesta discriminación contra la sociedad coreana en Japón, y durante años ha recibido amenazas de grupos nacionalistas japoneses de ideología ultraderechista. En ese sentido, los mayores altercados se producen en los centros educativos del grupo coreano, con insultos y agresiones contra alumnos y profesores que han sido investigados por el Ministerio de Justicia japonés.